# Cephalophysis
Cephalophysis — рід грибів родини Teloschistaceae. Назва вперше опублікована 1985 року.

## Класифікація
До роду Cephalophysis відносять 1 вид:
- Cephalophysis leucospila